# 東小雪
東 小雪（ひがし こゆき、1985年2月1日 - ）は、日本のLGBT活動家、文筆家、公認心理師。本名同じ。2005年から2006年までは「あうら真輝」（-まき）の芸名で宝塚歌劇団花組に男役として所属。退団後の2010年秋よりLGBT支援に携わり、女性の生き方・自殺対策・児童虐待などの社会問題について講演、研修、執筆など幅広く活動している。

## 経歴
石川県金沢市出身。北陸学院中学校・高等学校を経て宝塚音楽学校に入学し、2005年に第91期生として宝塚歌劇団に入団。同年3月25日、花組「マラケシュ・紅の墓標/エンター・ザ・レビュー」で初舞台を踏む。のち野々すみ花ら8名と花組に配属されたが、組配属一作目の「落陽のパレルモ」を公演開始から2週間(12月8日付)で病気降板。舞台復帰できないまま、翌2006年5月11日「ファントム」集合日付けで歌劇団を退団し、芸能活動を休止。
2010年秋、本名の東小雪を使用してLGBT支援活動を開始。レズビアンであることと、宝塚歌劇団の「あうら真輝」としての経歴も同時に公表した。
2011年春、性的少数者のシンポジウムにゲストとして出席。スタッフだった増原裕子と知り合う。2013年12月、増原は東とともに性的少数者の情報発信をする企業「トロワ・クルール」を設立した。
2014年6月、単著の『なかったことにしたくない 実父から性虐待を受けた私の告白』を発表。執筆活動を本格的に始める。
2020年5月、フォトジャーナリストの安田菜津紀とともに、YouTube「生きづらいあなたへ」をスタート。
同年9月、宝塚音楽学校内での暴力、ハラスメント問題について問題提起。
2023年11月、宝塚音楽学校在学時に自らも下級生時に被害者、上級生時に加害者であったことを公表した。

### 東京ディズニーリゾートでの同性挙式
2012年3月、東京ディズニーランドがパーク内のシンデレラ城を一般客の結婚式用に開放する「ディズニー・ロイヤルドリーム・ウェディング」の企画を発表した。これに際し、東と増原が同性カップルでも挙式が可能であるか東京ディズニーリゾートに問い合わせたところ、同性同士の利用は問題ないとされたものの、「一般客への影響」を理由として、どちらかがタキシード（男性用衣装）を着なければならないと回答された。
これを東がTwitterで発信すると、オリエンタルランドの対応について批判的な反響が広がった。その後、東京ディズニーリゾートはアメリカ合衆国のウォルト・ディズニー・カンパニーに確認した上で、東に対して先の回答を撤回し「同性カップルによる同性での結婚式は可能」と伝え、これは特例でなく同性カップルによる挙式を、東京ディズニーランドでも認めることを公式に発表した。
この発表に、同性愛者からは「やはりディズニーは夢をかなえてくれる」と喜びの声が上がり、東とパートナーも後日感謝の意を伝えるため東京ディズニーランドを訪問した。この出来事は「（LGBT）コミュニティにとって、2012年を代表する大きなムーブメントの一つとなった」として、東とパートナーは同年、LGBT文化・コミュニティの発展に貢献した人物・団体を表彰する「Tokyo SuperStar Awards」のコミュニティ賞を受賞した。
2013年3月1日、東たちは東京ディズニーシーで式を挙げ、東京ディズニーリゾートで同性挙式をした最初のカップルとなった。

### 渋谷区「パートナーシップ証明書」
2014年10月、渋谷区が同性パートナーシップ条例の制定に向けた検討委員会の会合を開催。杉山文野と松中権が当事者として実情を訴えたことから、区も制定に本腰を入れるようになった。国立市に住んでいた東と増原はこの動きを知り、同年11月に渋谷区に引越した。
2015年4月1日に施行された渋谷区男女平等及び多様性を尊重する社会を推進する条例に基づき発行される「パートナーシップ証明書」の申請を、受付開始の同年10月28日8時30分に手続きし、11月5日、第1号証明書を受理した。2017年12月25日、パートナー解消に伴い渋谷区に証明書を返還した。

## 著作
- ふたりのママから、きみたちへ（2014年1月17日、イースト・プレス） - 東小雪＋増原裕子 共著 ISBN 978-4781690629
- レズビアン的結婚生活（2014年1月17日、イースト・プレス） - 東小雪＋増原裕子　共著、すぎやまえみこ（イラスト）※コミック ISBN 978-4781611075
- なかったことにしたくない 実父から性虐待を受けた私の告白（2014年6月3日、講談社）ISBN 978-4062188326
- 同性婚のリアル (2016/2/1、ポプラ新書）　- 東小雪＋増原裕子 共著 ISBN 978-4591147924
- 女どうしで子どもを産むことにしました (2016/4/21、メディアファクトリー）- 東小雪＋増原裕子　共著、すぎやまえみこ（イラスト）※コミック ISBN 978-4040683614

## 出演

### ネット番組
- ポリタスTV（YouTube、2020年9月16日）